# عقاب صرارة

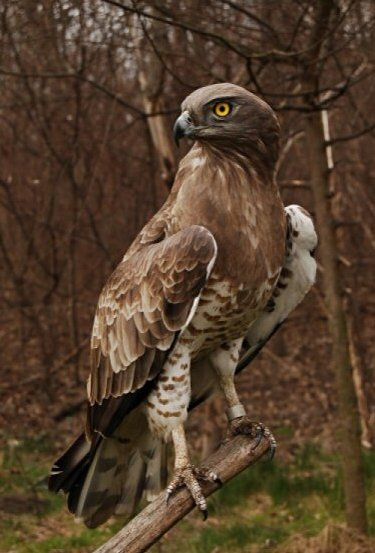

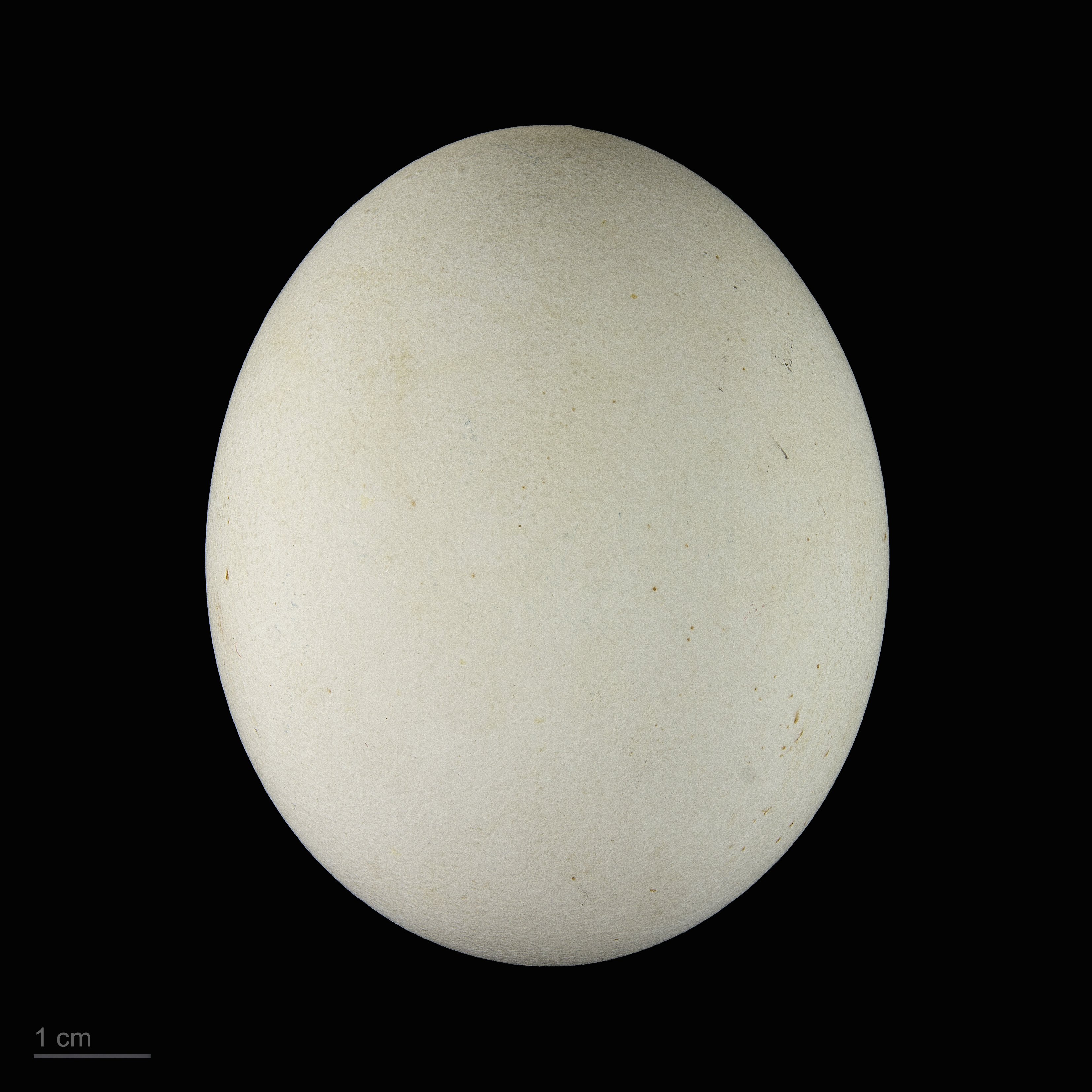
Circaetus gallicus

العقاب الصرارة أو عقاب الثعابين قصير الأصابع (الاسم العلمي: Circaetus gallicus) (بالإنجليزية: Short-toed Snake Eagle)‏، هو طائر جارح متوسط الحجم ينتمي إلى الفصيلة البازية (فصيلة: Accipitridae) .